# 阿述
阿述（아술 단군，前1985年—前1950年）是于西翰檀君的长子，桓檀古記中记载的檀君朝鲜的第九代君王
桓檀古記中记载九世檀君阿述在位三十五年。裡面有述：
丙辰元年（紀元349年），帝有仁德，民有犯禁者，必曰糞地，雖汚降雨露，有時置而不論犯禁者，乃化其德淳厖之化大行是日，兩日竝出，觀者如堵。

丁巳二年（紀元350年），靑海褥薩于捉擧兵犯闕，帝避于常春，創新宮于九月山南麓，命遣于支于栗等討誅。之後三年還都， 庚寅三十五年（紀元383年），帝崩牛加魯乙立。